# Vinaigre d'Orléans
Le vinaigre d'Orléans est un vinaigre de vin, élaboré selon une méthode traditionnelle dite « d'Orléans ».
Il est obtenu par acescence naturelle, la fermentation acétique se développant en fût de chêne non ouillé dans un chai aéré. À l'issue de trois semaines d'acescence, la moitié du fût originel est reversée dans un autre plus petit, le fût originel étant complété et ainsi de suite durant un élevage minimum d'un an concentrant le vinaigre et développant ses caractéristiques organoleptiques, à l'instar de la solera (aussi appliquée pour le vinaigre balsamique).

## Historique

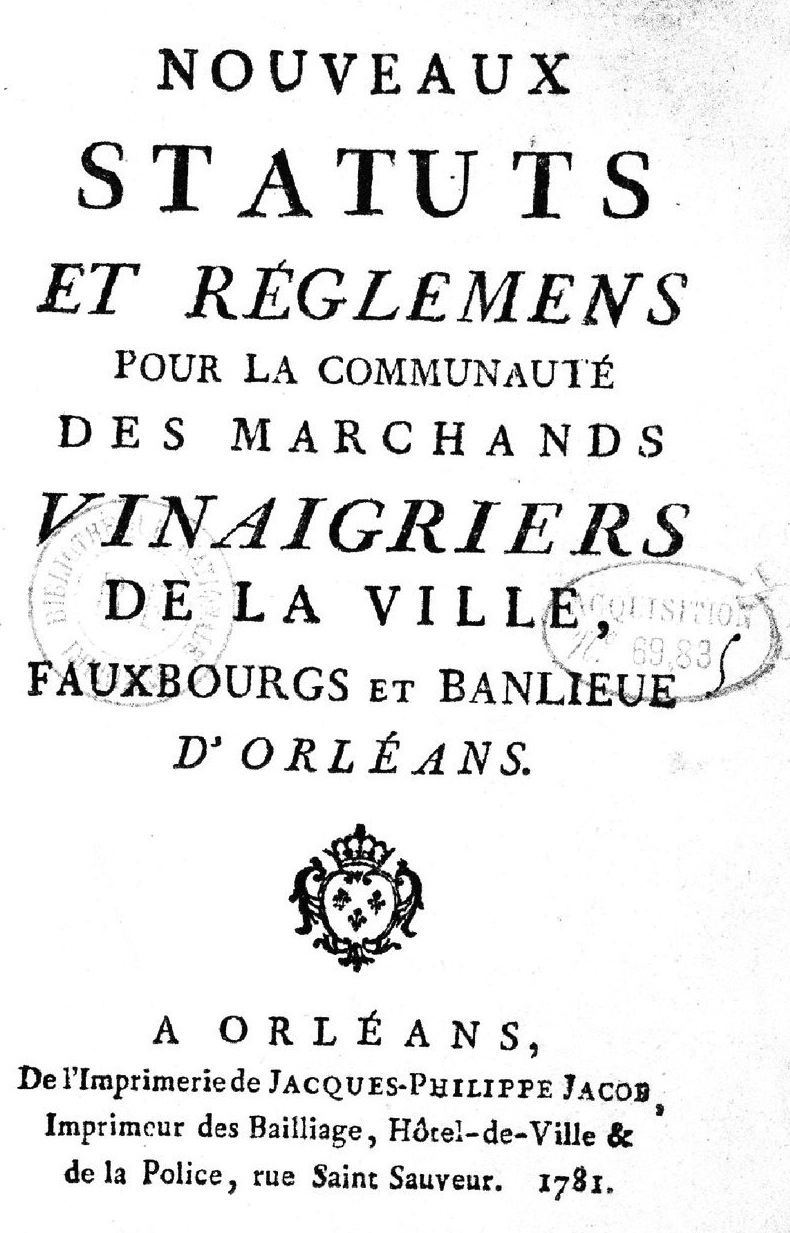
Couverture de la monographie transcrivant la déclaration royale au sujet de la communauté de vinaigriers d'Orléans (1781).

La production du vinaigre à Orléans remonte à une période indéterminée au Moyen Âge. On trouve notamment mention du vinaigre dans les comptes de la ville d'Orléans en 1415. Il s'agit à l'origine d'une boisson, puis d'un remède et d'un condiment. 
Depuis le Moyen Âge, la ville est un carrefour économique et culturel entre le nord et le sud du pays. Elle connaît à partir du XIe siècle un enrichissement sans précédent, favorisé par le développement d'un vignoble local et du commerce viticole. Les vins de Bourgogne, d'Auvergne ou de Chinon transitent en effet par le port d'Orléans pour être acheminés vers la Seine et la Bourgogne grâce aux transbordements entre la batellerie fluviale de la Loire et le roulage terrestre puis le transport par voie navigable. Mais le transport en barriques par bateaux sur la Loire, souvent ralenti par des variations des débits du fleuve ou des bancs de sable qui immobilisent les embarcations, malmène le vin qui prend un goût de piqué et tourne à l'aigre. Testés à Orléans, les vins altérés sont alors transformés en vinaigre par les artisans locaux. Lorsque les récoltes de vin blanc local ne peuvent s'écouler, elles connaissent la même transformation. Au XIIIe siècle, 80 % de la production nationale des vinaigres sort des tonneaux orléanais. Ce procédé de conservation des aliments est alors moins coûteux que le sel qui subit la gabelle et le faux-saunage pesant alors sur ses ventes.
Jusqu'au XIVe siècle, les apothicaires et les vinaigriers sont regroupés au sein d'une même corporation. Les premiers statuts de la corporation des vinaigriers, sauciers, buffetiers, moutardiers d'Orléans sont établis le 28 octobre 1394 et amendés en septembre 1514 et en janvier 1548. Des lettres patentes établissent une communauté des marchands vinaigriers et lui octroient des statuts en 1580. En 1594, pour accompagner la forte augmentation de production, les échevins d'Orléans rédigent un code de 18 articles afin de protéger la qualité du vinaigre d'Orléans. Quatre jurés du métier sont nommés pour veiller à la bonne application du texte. Le 3 novembre 1594, une maitrise-juré des vinaigriers-buffetiers-moutardiers est constituée. Le 12 décembre 1686, une ordonnance interdit de vendre du vinaigre dans la rue les dimanches et les jours de fêtes.
Sous le règne de Louis XVI, une déclaration du roi « portant établissement d'une communauté de marchands fabricants de vinaigre dans la ville d'Orléans » est prononcée au château de Versailles le 30 janvier 1778 afin de réglementer la profession des vinaigriers. Il y est notamment mentionné dans le premier article que ses près de 300 membres formeront une communauté de marchands-fabricants et débitants de vinaigre qui jouira du privilège exclusif de fabriquer, vendre et débiter du vinaigre dans la ville et les faubourgs d'Orléans.

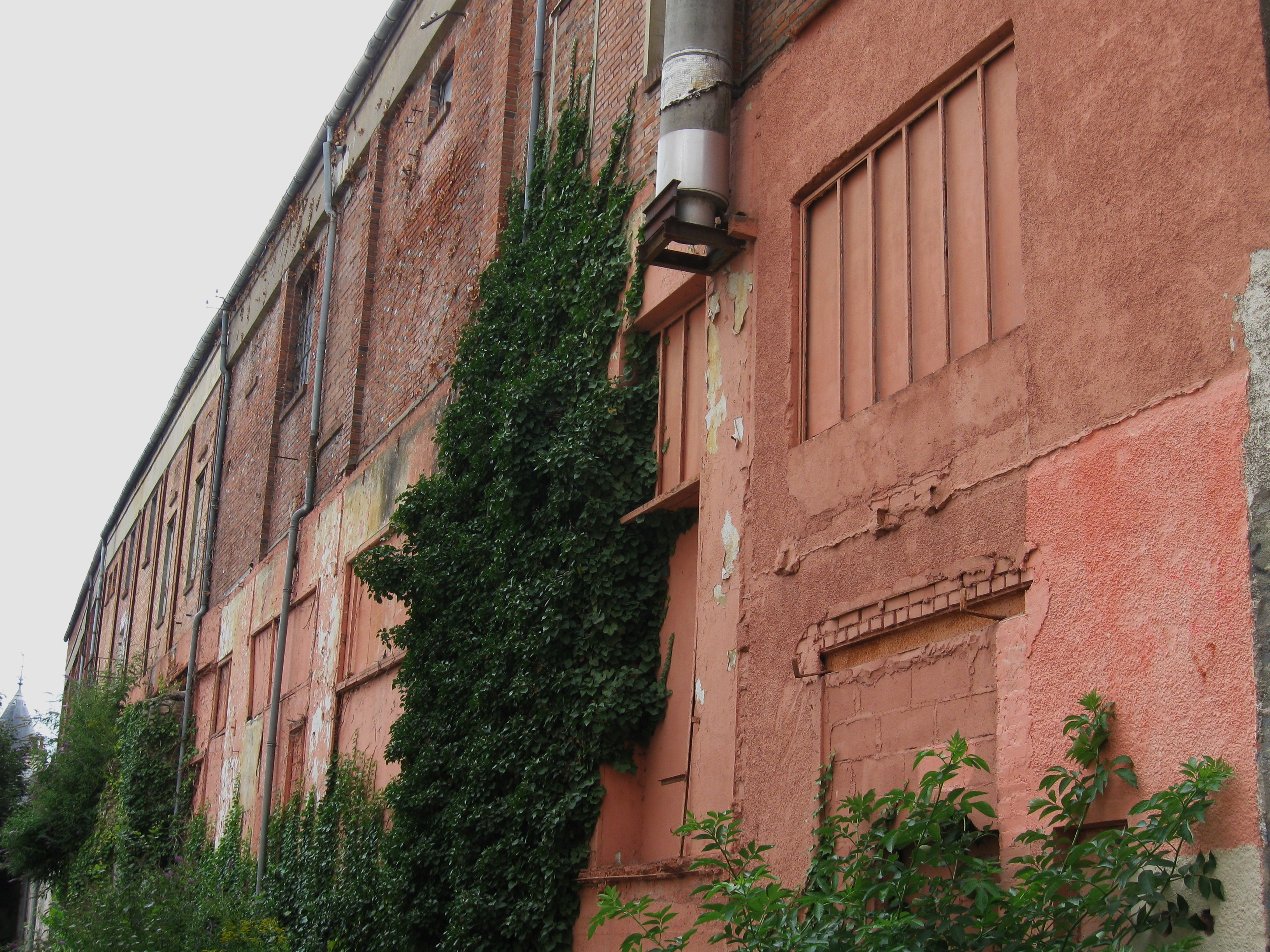
L'ancienne vinaigrerie Dessaux dans le centre-ville d'Orléans.

Parmi les entreprises emblématiques de la production du vinaigre d'Orléans, on peut citer Martin Pouret, fondée par la famille Pouret en 1797 et Dessaux fondé en 1824 par Charles Prosper Alexandre Dessaux, employé de Greffier-Hazon depuis 1789.
À la fin du XVIIIe siècle, Orléans compte 17 négociants et entre 200 et 300 vinaigriers. En 1830, 45 vinaigreries sont implantées à Orléans puis 75 en 1851.

## Méthode d'Orléans

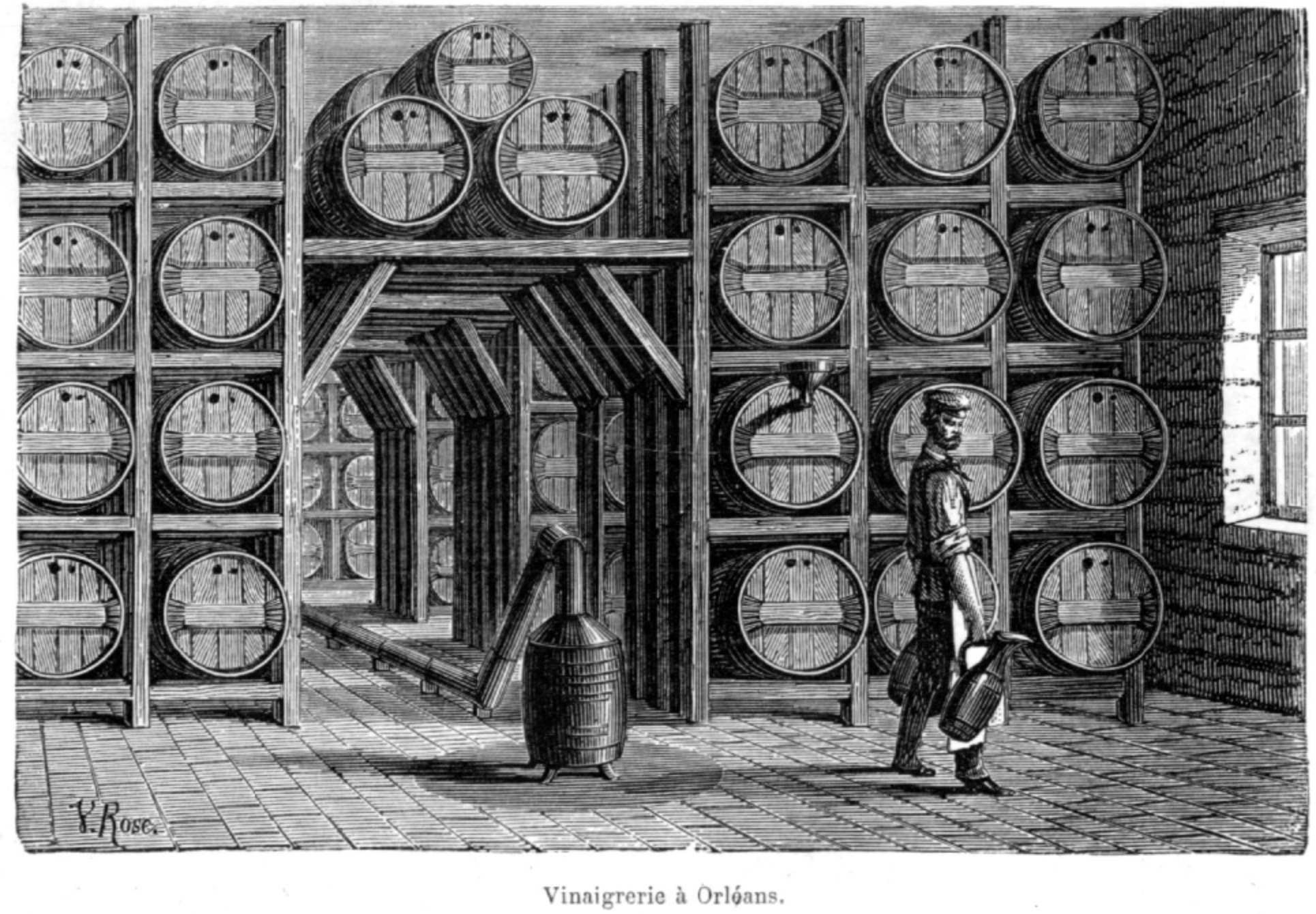
Reproduction d'une gravure sur bois représentant une vinaigrerie à Orléans (Rose, 1884).

Des vins provenant en général de la région naturelle du Val de Loire ou du Sud-Ouest de la France sont assemblés pour former un mélange titrant à 10 % de volume d'éthanol. Cette teneur permet le développement d'une colonie de bactéries acétiques à la surface de l'assemblage. Cinquante litres du mélange de vins sont transférés dans un fût en chêne d'une contenance de 240 litres contenant déjà un vinaigre en cours de production. Les tonneaux, placés dans un chai aéré à une température de 28 °C, sont à moitié remplis pour conserver des conditions aérobies et une bonne acétification. Après trois semaines, une partie de la préparation est prélevée puis élevée pendant une année dans des fûts de chêne disposés dans une cave maintenue à 15 °C. En fin de processus, le vinaigre est filtré et mis en bouteille.
La méthode se distingue des techniques industrielles car elle utilise une fermentation naturelle dite de surface, aucun ajout de bactéries acétiques pour accélérer le processus d'acescence n'est fait, ni aucun brassage. En 1862, dans sa revue L'Ami des sciences, Victor Meunier reprend un mémoire de Louis Pasteur pour décrire le procédé d'Orléans. Il mentionne que cette technique est surtout utilisée dans les départements du Loiret et de la Meuse. « Dans des tonneaux de 200 litres environ de capacité, disposés par rangées horizontales, on place du vinaigre de bonne qualité, environ 100 litres par tonneau et un dixième de vin ordinaire de qualité inférieure. Après six semaines ou deux mois d'attente […] on retire tous les huit ou dix jours 10 litres de vinaigre et on ajoute 10 litres de vin […] chaque tonneau fournit donc en moyenne 10 litres de vinaigre tous les 8 jours ».

## Travaux scientifiques
Le botaniste, physicien et agronome français Henri Louis Duhamel du Monceau a étudié la purification et la solubilisation du tartre formé dans les tonneaux de vinaigre d'Orléans.
Louis Pasteur a étudié la problématique du développement des anguillules sur la paroi des tonneaux lors de la fabrication du vinaigre selon le procédé d'Orléans.